# バスキュール
株式会社バスキュール（英: Bascule Inc.）は、東京都港区に本社を置く日本の企業。

## 概要
2000年7月、会社設立。当時、事務所のそばにあった隅田川にかかる勝鬨橋の構造が跳開式可動橋（英語表記　Bascule bridge）であったことにちなみ、社名を株式会社バスキュールとした。
創業時から、新たな表現手法やコミュニケーション手法を取り入れ、企業やブランドのデジタルプロモーションや文部科学省をはじめとする子供向けデジタルコンテンツの企画制作を行っている。
ソーシャルメディアとTV放送の連動や、TV視聴の際に他のメディアを併用するマルチスクリーン視聴に着目し、コンテンツの制作にも携わっている。
2015年には日本テレビ放送網株式会社とスマートテレビ、スマートデバイスをメインフィールドにした事業を推進する合弁会社「株式会社HAROiD」を設立。ネットにつながったテレビデバイス、スマホなどを通じて、テレビ放送コンテンツに双方向性や参加性をもたらすための様々な仕組みやサービス、企画を提供することによってテレビがもともと持つ強みを極大化して、コミュニケーションやコンテンツの可能性を広げ、視聴者、制作者、広告主のすべてに対して新しい価値を創造することを目指している。

## 沿革
- 2000年 - 株式会社バスキュール創業
- 2008年 - 関連会社「株式会社キャッチボール」設立[3]（「広告メッセージのコンテンツパッケージ化=ネタ作り」から「そのパッケージの流通ルートの確保と最適化」までトータルコーディネートするWebコンテンツのPR企画推進）
- 2011年 - 株式会社ミクシィとの合弁会社「株式会社バスキュール号」設立（ソーシャルマーケティングサービスの更なる拡大、オリジナルメディアの開発・提供、テレビ・ラジオ等のマスメディアとの連携をはじめとした新機軸のマーケティングサービス提供）[4]
- 2014年 - 株式会社 PARTYと次世代クリエイターを育てる学校「BAPA」を開校[5]
- 2015年 - 日本テレビ放送網株式会社との合弁会社「株式会社HAROiD」を設立（スマートテレビ、スマートデバイスをメインフィールドにした事業推進）[6]
- 2016年 - プログレス・テクノロジーズ株式会社と「touch.plus」を発足（「コミュニケーションとテクノロジーの視座から既存のヒト・モノ・コトを拡張し、未来にタッチする」ことを目的に企業の垣根を超えてスペシャリストが集まったプロダクトチーム）[7]